# Strimmig fiskuggla
Strimmig fiskuggla (Scotopelia bouvieri) är en fågel i familjen ugglor inom ordningen ugglefåglar.

## Utseende och läte
Strimmig fiskuggla är en rundhuvad rödbrun uggla med kraftigt längsstreckad undersida och gul näbb. Liknande afrikansk fiskuggla är större och mer rostfärgad, framför allt på undersidan. Vidare har den svart näbb och är täckt av fläckar, tvärband och pilspetsformade teckningar. Lätet är ett djupt och lågt tutande, "hooooo". Från ungfåglar kan ibland höras ett spöklikt skriande.

## Utbredning och systematik
Strimmig fiskuggla förekommer i södra Nigeria, södra Kamerun, Centralafrikanska republiken, Demokratiska republiken Kongo, Gabon och norra Angola. Den behandlas som monotypisk, det vill säga att den inte delas in i några underarter.

## Levnadssätt
Strimmig fiskuggla hittas utmed floder i låglänta skogar, både ursprungliga skogar, översvämmade skogar och sumpskogar. Den är skygg och vilar på dagen väl gömd i högvuxna träd.

## Status och hot
Arten har ett stort utbredningsområde, men tros minska i antal, dock inte tillräckligt kraftigt för att den ska betraktas som hotad. Internationella naturvårdsunionen IUCN listar arten som livskraftig (LC).

## Namn
Fågelns vetenskapliga artnamn hedrar Aimé Bouvier (1844-1919), fransk zoolog och samlare.